# Can Dursun
Can Dursun (* 3. Oktober 1992) ist ein dänisch-türkischer ehemaliger Fußballtorhüter.

## Karriere
Can Dursun wechselte im August 2011 vom AC Horsens in den Nachwuchs des Zweitligisten Hobro IK, wo er auch mehrmals im Profikader stand. Ein Jahr später schloss er sich erst Frederiksberg Alliancen 2000 und dann Vatanspor aus dem Aarhuser Stadtteil Brabrand an. Von dort ging es 2014 weiter zum  Drittligisten FC Skanderborg bevor er nach einer Spielzeit wieder zu Vatanspor zurückkehrte. Aarhus Fremad und Brabrand IF waren die weiteren Stationen, eher sich Zweitligist Viborg FF anschloss. Im März 2022 nahm ihn dann Drittligist Skive IK nach neunmonatiger Vereinslosigkeit unter Vertrag.